# Marek Graniczny
Marek Antoni Graniczny (ur. 1947 w Krakowie, zm. 24 kwietnia 2017) – polski geolog, profesor, wykładowca Uniwersytetu Warszawskiego.

## Życiorys
W 1965 roku rozpoczął studia na Wydziale Geologii Uniwersytetu Warszawskiego i ukończył je na podstawie pracy pt. Charakterystyka inżyniersko-geologiczna doliny Narwi i przyległych wysoczyzn koło miejscowości Izbiszcze-Topilec. W 1971 roku podjął pracę w Państwowym Instytucie Geologicznym. W marcu 1974 roku odbył roczne studia poświęcone zastosowaniu geologii inżynierskiej w budownictwie wodnym. W roku 1976 przeszedł do Samodzielnej Pracowni, a następnie do Zakładu Fotointerpretacji Zdjęć Satelitarnych i Lotniczych (przemianowanego w 1982 roku na Zakład Fotogeologii). Pod koniec lat 70. uczył się teledetekcji geologicznej w International Training Center w Holandii oraz amerykańskiej służbie geologicznej w Sioux Falls oraz we Flagstaff. W kolejnych latach wdrażał zastosowanie tej metody w Polsce. W 1982 roku uzyskał doktorat na podstawie pracy Charakterystyka strukturalna i hydrogeologiczna Bełchatowskiego Obszaru Węglowego w świetle badań teledetekcyjnych. Był inicjatorem i autorem "Mapy Fotogeologicznej Polski" (wykonał ją na podstawie zdjęć satelitarnych). Był także współautorem "Mapy Fotogeologicznej Sudetów" (1986) oraz "Mapy Fotogeologicznej Karpat i Zapadliska Przedkarpackiego, a także "Mapy Kosmotektoczniej Europy Wschodniej".
W latach 1982-83 pracował w Centrum Teledetekcji Irackiej Służby Geologicznej. Opracował tam mapę tektoniczną całego kraju na podstawie danych teledetekcyjnych, geofizycznych, strukturalnych i sejsmologicznych. W roku 1987 kierował zespołem wykonującym mapę fotogeologiczną południowo-wschodniej Mongolii. W 1995 uzyskał habilitację w zakresie geologii i teledetekcji geologicznej, natomiast w 2003 roku uzyskał profesurę.
Był pionierem teledetekcji geologicznej. Jako specjalista w dziedzinie fotointerpretacji zdjęć lotniczych i satelitarnych uczestniczył w międzynarodowym programie INTERKOSMOS. Pełnił funkcję przewodniczącego komisji ds. współpracy międzynarodowej i rozwoju w stowarzyszeniu Europejskich Służb Geologicznych (EuroGeoSurvey). Szkolił geologów z Iraku, Maroka, Korei, Wietnamu, Czechosłowacji, Angoli i Zambii. Wykładał na Wydziale Geologii Uniwersytetu Warszawskiego oraz na Wolnym Uniwersytecie w Brukseli, a także na międzynarodowych kursach organizowanych przez ONZ. Był autorem kilkuset publikacji naukowych i popularnonaukowych.